# Thần kinh nách
Thần kinh nách (tiếng Anh: axillary nerve; tiếng Pháp: Le nerf axillaire) là thần kinh của người, bắt nguồn từ đám rối thần kinh cánh tay (thân trên, ngành sau, bó sau) ở ngang mức nách chứa các sợi C5 và C6. Thần kinh nách đi qua lỗ tứ giác với động mạch và tĩnh mạch mũ cánh tay sau.

## Cấu trúc
Ban đầu, thần kinh nằm sau động mạch nách, và ở phía trước cơ dưới vai. Thần kinh đi xuống bờ dưới cơ này.
Sau đó, thần kinh lượn ra sau, tùy hành với động mạch mũ cánh tay sau, chui qua lỗ tứ giác giới hạn ở phía trên là cơ tròn bé, phía dưới là cơ tròn lớn, phía trong là đầu dài cơ tam đầu cánh tay, và sau đó là cổ phẫu thuật của xương cánh tay. Tại đây, thần kinh cho một nhánh trước, một nhánh sau và một nhánh bên chi phối đầu dài cơ tam đầu cánh tay.
- Nhánh trước (nhánh trên) lượn quanh cổ phẫu thuật của xương cánh tay, dưới cơ delta, đi cùng các mạch mũ cánh tay sau. Thần kinh tiếp tục đến bờ trước cơ delta để chi phối vận động. Nhánh trước cũng cho một vài nhánh bì nhỏ, xuyên qua cơ và cho cảm giác da.
- Nhánh sau (nhánh dưới) chi phối vận động cơ tròn bé và phần sau của cơ delta. Nhánh sau xuyên qua mạc và đổi tên thành thần kinh bì cánh tay ngoài trên, đi quanh bờ sau cơ delta, cảm giác bì 2/3 dưới thuộc phần sau cơ này, tức là vùng da bao trùm đầu dài cơ tam đầu cánh tay.
- Nhánh vận động của đầu dài của cơ tam đầu phát sinh với khoảng cách trung bình là 6 mm (trong phạm vi 2 đến 12 mm) từ ngành tận của bó sau.[1]
- Thân của dây thần kinh nách cho một sợi chi phối khớp vai, ngay bên dưới cơ dưới vai.

### Biến thể
Theo lý thuyết, thần kinh nách chỉ chi phối cho cơ delta và cơ tròn bé. Tuy nhiên, một số nghiên cứu trên tử thi đã chỉ ra rằng đầu dài cơ tam đầu cánh tay được chi phối bởi một nhánh thần kinh nách.

## Chức năng
Thần kinh nách cung cấp vận động cho 3 cơ ở cánh tay: cơ delta (cơ ở vai), cơ tam đầu (đầu dài) và cơ tròn bé (một trong các cơ ống xoay (rotator cuff)).
Thần kinh nách cảm giác cho khớp vai, vùng da bao phủ dưới cơ delta.
Bó sau của đám rối cánh tay tách ra ở vị trí thấp hơn so với khớp ổ chảo cánh tay tách ra thần kinh nách đi quanh cổ phẫu thuật xương cánh tay, và thần kinh quay đi bờ trước và xuống dọc theo bờ ngoài xương.

## Ý nghĩa lâm sàng
Thần kinh nách có thể bị tổn thương do trật khớp trước-sau của khớp vai, chèn ép nách do gãy cổ phẫu thuật xương cánh tay. Một ví dụ về chấn thương thần kinh nách là liệt thần kinh nách. Tổn thương thần kinh dẫn đến:
- Tê liệt cơ tròn bé và cơ delta, bệnh nhân không giạng cánh tay được (từ 15-90 độ), các động tác gấp, mở rộng và xoay vai yếu.
- Mất cảm giác ở da một vùng nhỏ của cánh tay chỗ trên-ngoài (chỗ may quân hàm trên vai áo).

## Hình ảnh bổ sung

Đám rối cánh tay.
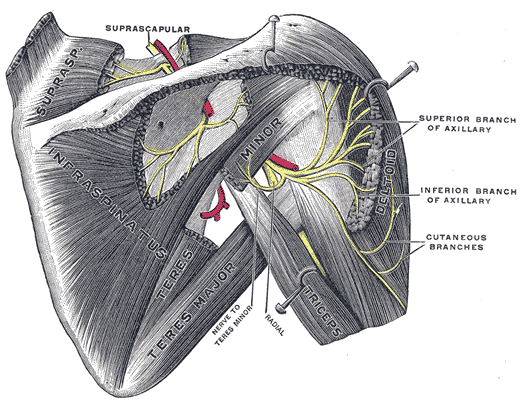
Nách bên phải, nhìn từ phía sau.
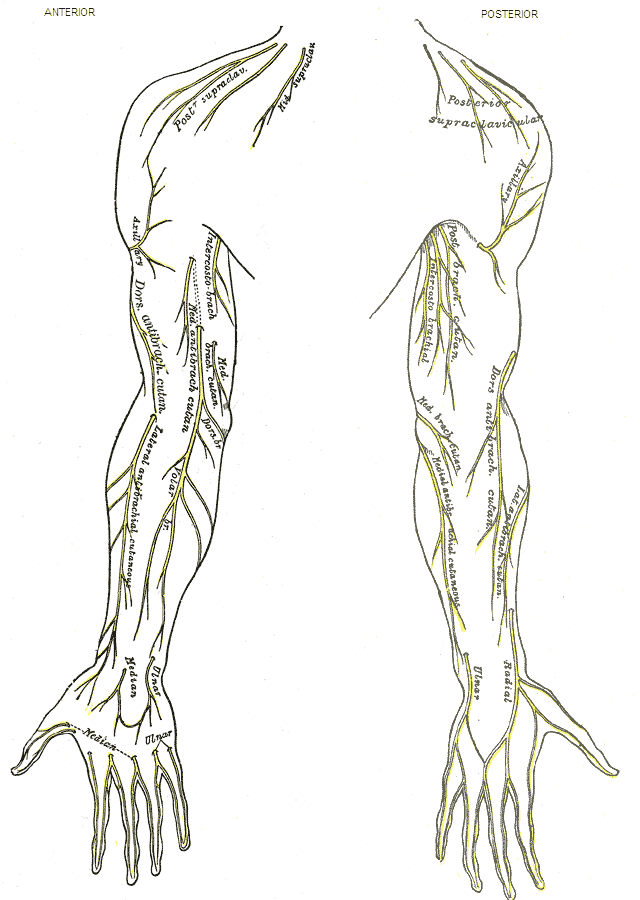
Các thần kinh bì chi trên bên phải.
Đốt da
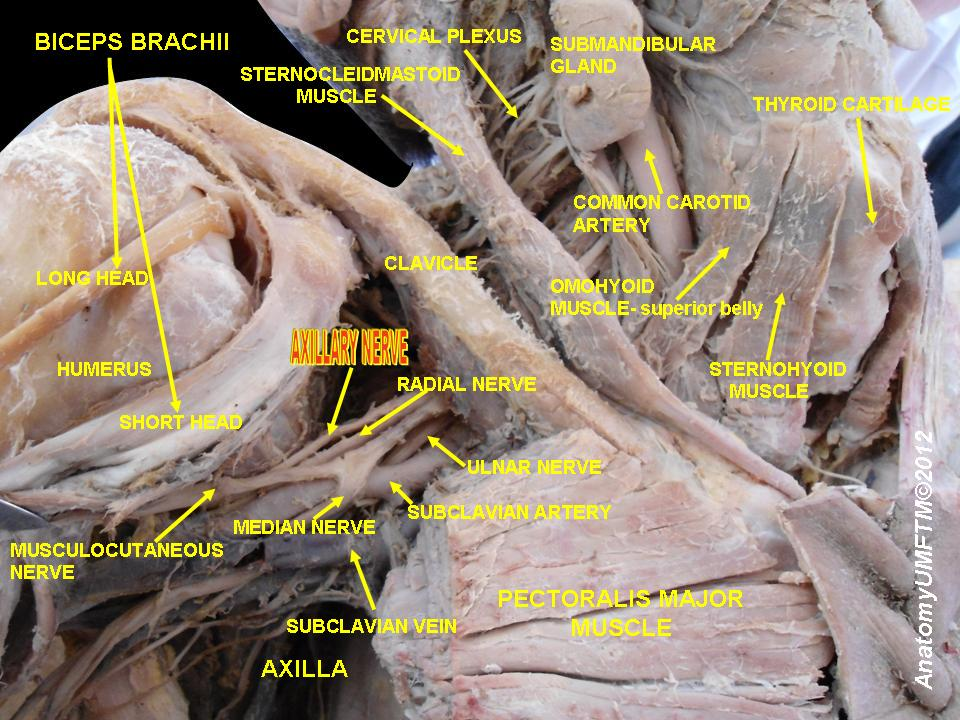
Thần kinh nách
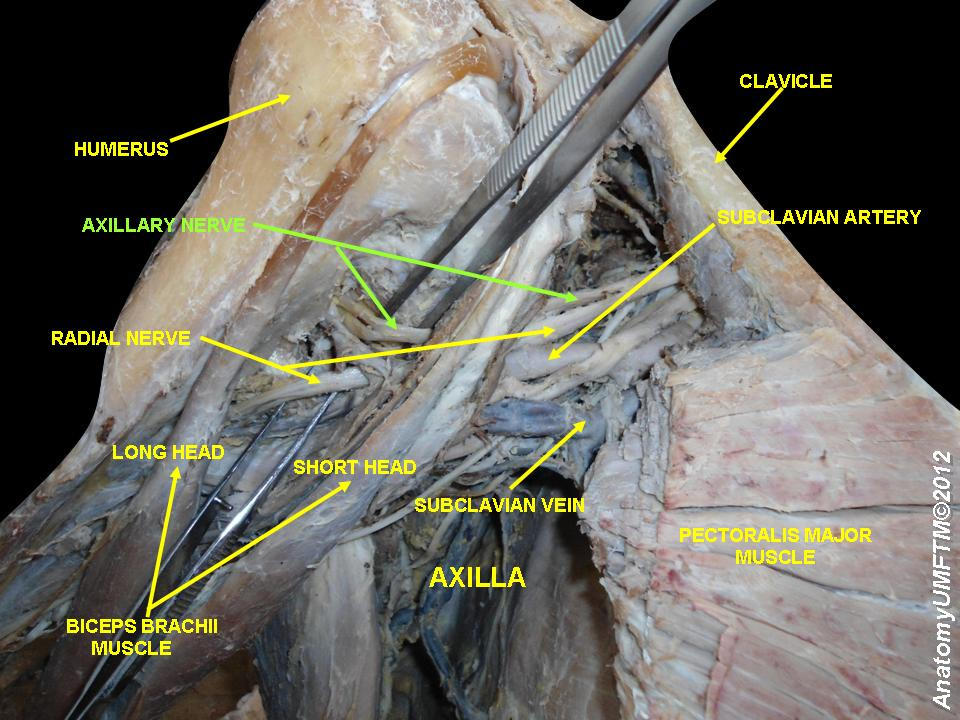
Thần kinh nách
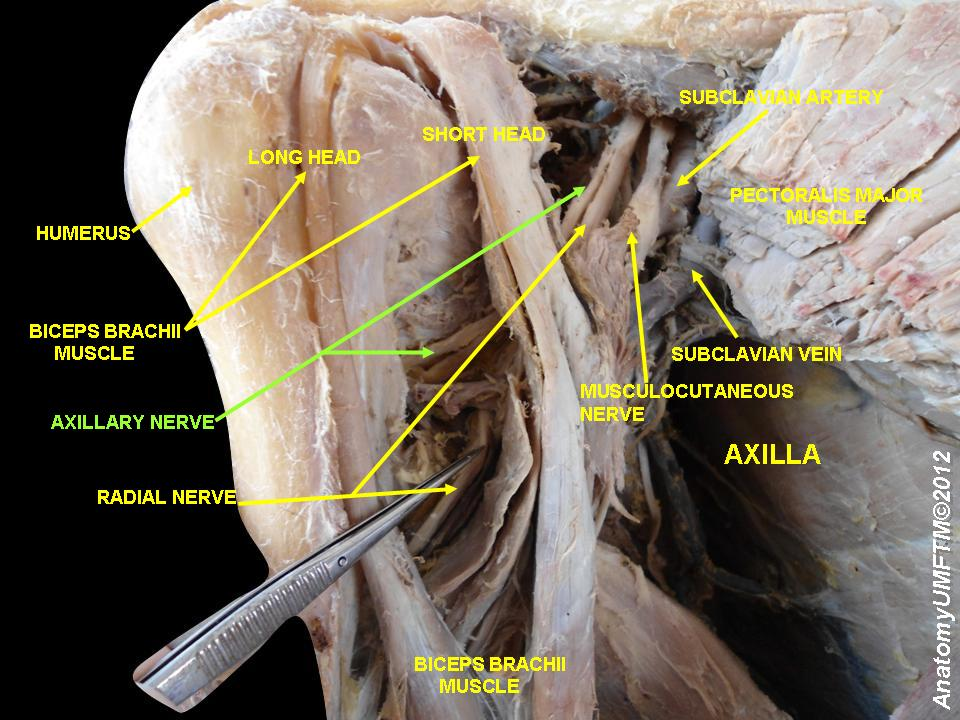
Thần kinh nách
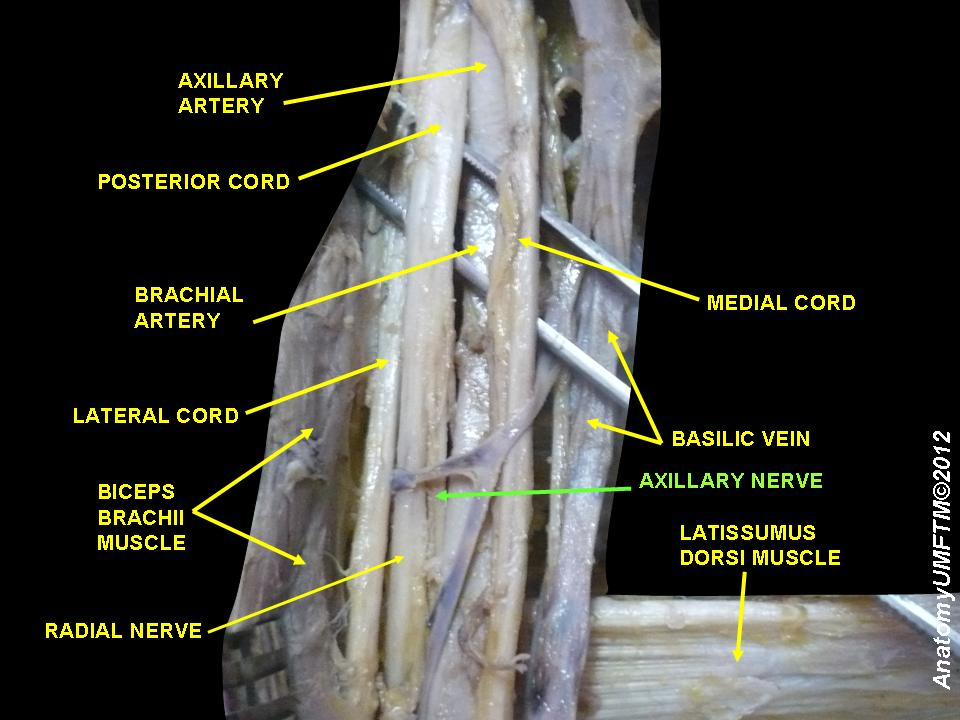
Thần kinh nách